# 169 (getal)
169 (honderdnegenenzestig) is het natuurlijke getal volgend op 168 en voorafgaand aan 170.

## In de wiskunde
- Het getal 169 is het kwadraat van 13
- 169 is een Pellgetal.
- 169 is een Markovgetal.
- 169 is de som van zeven opeenvolgende priemgetallen: 13 + 17 + 19 + 23 + 29 + 31 + 37 = 169.

## Overig
- Het jaar 169